# 日本農芸化学会
公益社団法人日本農芸化学会（にほんのうげいかがくかい、英称: Japan Society for Bioscience, Biotechnology, and Agrochemistry、略称: JSBBA）は、農芸化学やバイオサイエンス・バイオテクノロジーの研究者・研究機関・団体などで組織された学術団体。元文部科学省所管の公益法人。

## 活動内容
日本農芸化学会賞（旧称・鈴木賞）、日本農芸化学会功績賞、農芸化学技術賞、農芸化学奨励賞、農芸化学女性研究者賞 等の授与、農芸化学およびその関連分野の講演会等への補助、シンポジウム・サイエンスカフェ、ジュニア農芸化学会（高校生による研究発表会）等の開催など。設立100周年（2024年）に向けてVisionary 農芸化学100シンポジウムを開催している。

## 概要
- 事務局 - 〒113-0032 東京都文京区弥生2丁目4番16号
- 創設者兼初代会長 - 鈴木梅太郎（農芸化学者）
- 会長 - 松山 旭
- 沿革
  - 1924年 - 日本農芸化学会設立
  - 1957年 - 文部省（当時）所管の社団法人化
  - 2012年3月 - 内閣府所管の公益社団法人化

## 発行学術雑誌
- 化学と生物 （和文誌）
- Bioscience, Biotechnology, and Biochemistry （英文誌）

## 歴代会長
歴代会長は以下の通り。
1. 鈴木梅太郎（1924-1925年）
2. 鈴木梅太郎（1925-1926年）
3. 鈴木梅太郎（1926-1927年）
4. 鈴木梅太郎（1927-1928年）
5. 麻生慶次郎（1928-1929年）
6. 麻生慶次郎（1929-1930年）
7. 高橋偵造（1930-1931年）
8. 高橋偵造（1931-1932年）
9. 大島金太郎（1932-1933年）
10. 大島金太郎（1933-1934年）
11. 鈴木梅太郎（1934-1935年）
12. 鈴木梅太郎（1935-1936年）
13. 鈴木梅太郎（1936-1937年）
14. 鈴木梅太郎（1937-1938年）
15. 鈴木梅太郎（1938-1939年）
16. 鈴木梅太郎（1939-1940年）
17. 麻生慶次郎（1940-1941年）
18. 麻生慶次郎（1941-1942年）
19. 高橋偵造（1942-1943年）
20. 高橋偵造（1943-1944年）
21. 麻生慶次郎（1944-1945年）
22. 藪田貞治郎（1945-1946年）
23. 藪田貞治郎（1946-1947年）
24. 後藤格次（1947-1948年）
25. 後藤格次（1948-1949年）
26. 近藤金助（1949-1950年）
27. 近藤金助（1950-1951年）
28. 坂口謹一郎（1951-1953年）
29. 奥田譲（1953-1955年）
30. 平塚英吉（1955-1957年）
31. 武居三吉（1957-1959年）
32. 森高次郎（1959-1961年）
33. 住木諭介（1961-1963年）
34. 片桐英郎（1963-1965年）
35. 桜井芳人（1965-1967年）
36. 井上吉之（1967-1969年）
37. 大島康義（1969-1971年）
38. 山田浩一（1971-1973年）
39. 山田浩一（1973-1975年）
40. 芦田淳（1975-1977年）
41. 藤巻正生（1977-1979年）
42. 松井正直（1979-1981年）
43. 有馬啓（1981-1983年）
44. 田村三郎（1983-1985年）
45. 中島稔（1985-1987年）
46. 蓑田泰治（1987-1987年）
47. 千葉英雄（1989-1991年）
48. 高橋信孝（1991-1993年）
49. 山田秀明（1993-1995年）
50. 別府輝彦（1995-1997年）
51. 鈴木昭憲（1997-1999年）
52. 荒井綜一（1999-2001年）
53. 森謙治（2001-2003年）
54. 熊谷英彦（2003-2005年）
55. 上野川修一（2005-2007年）
56. 磯貝彰（2007-2009年）
57. 清水昌（2009-2011年）
58. 太田明徳（2011-2013年）
59. 清水誠（2013-2015年）
60. 植田和光（2015-2017年）
61. 佐藤隆一郎（2017-2019年）
62. 吉田稔（2019-2021年）
63. 松山旭（2021-2023年）
64. 西山真（2023年-）

## 関連学会
- 極限環境生物学会
- 日本味と匂学会
- 日本栄養・食糧学会
- 日本化学会
- 日本菌学会
- 日本醸造協会
- 日本生化学会
- 日本生物工学会
- 日本薬学会